# Xã English River, Quận Washington, Iowa
Xã English River (tiếng Anh: English River Township) là một xã thuộc quận Washington, tiểu bang Iowa, Hoa Kỳ. Năm 2010, dân số của xã này là 3.924 người.